# いいじゃん/factor
『いいじゃん/factor』（いいじゃん/ファクター）は、日本のロックバンド、シュノーケルの10枚目のシングル。2017年12月3日に渋谷GUILTYにて開催されたワンマンライブ『波風立てないと!!』より販売が開始されたが、全国発売はされていない。

## 解説
前作『RESTART/FIND』から約2年ぶりのリリース。シュノーケルとして2枚目の両A面シングルで、5thアルバム『NEW POP』の先行シングル。前作同様、紙ジャケット仕様となっている。
ジャケットは香葉村多望によるもので、フィンセント・ファン・ゴッホの絵画『夜のカフェテラス』のパロディとなっており、ロゴ部分はフジテレビ系列で放送されていた『森田一義アワー 笑っていいとも!』のロゴを模したものになっている。なお両A面扱いだが、ジャケットには「いいじゃん」しか表記されていない。
レコーディングにはアルバム『popcorn labyrinth』より参加している岡愛子がギター、つるうちはながピアノで参加している。
アルバム『NEW POP』には2曲とも収録され、シュノーケルのシングルで収録曲が全曲アルバムに収録された初の例となった。また、アルバム『NEW POP』より香葉村が「KABA_3」という名義を用いているため、本名名義でクレジットされている最後の作品となる。
CDに特設サイトへのQRコードが掲載されている。

## 収録曲
| 全作詞・作曲: 西村晋弥、全編曲: シュノーケル。 |                |          |            |      |
| #                                              | タイトル       | 作詞     | 作曲・編曲 | 時間 |
| 1.                                             | 「いいじゃん」 | 西村晋弥 | 西村晋弥   | 5:01 |
| 2.                                             | 「factor」     | 西村晋弥 | 西村晋弥   | 4:05 |
| 合計時間:                                      | 合計時間:      | 9:06     |            |      |

## 曲の解説
1. いいじゃん
歌詞には『フルハウス』のほか、トランプに関係するワードと同名の人物や作品名（キング・アーサー、クイーン）などが登場する。
ミュージック・ビデオが存在し、YouTubeにて公開されている。ミュージック・ビデオの監督はシュノーケルの活動再開以降の撮影を担当しているイワタナオで、本作が初の監督作品となる[3]。
2. factor[注釈 4]
山田によるカウントから始まる。シュノーケルの楽曲では珍しく、フェード・アウトして終わる。シングル表題曲で、フェード・アウトで終了する楽曲は「奇跡」以来2曲目である。
5thアルバム『NEW POP』にはアルバム・バージョンで収録されている。このアルバム・バージョンでは、冒頭のカウントがカットされ、フェード・アウトせずに最後まで演奏される。

## 参加ミュージシャン
- 西村晋弥：ボーカル、ギター
- 香葉村多望：ベース
- 山田雅人：ドラムス
- つるうちはな（花とポップス）：ピアノ
- 岡愛子（BimBamBoom）：ギター

## 収録アルバム
いいじゃん
- NEW POP

factor
- NEW POP（NEW POP ver.）